# Санья (Дён-ле-Палестель)
Санья́ (фр. Sagnat) — коммуна во Франции, находится в регионе Лимузен. Департамент коммуны — Крёз. Входит в состав кантона Дён-ле-Палестель. Округ коммуны — Гере.
Код INSEE коммуны — 23166.

## Население
Население коммуны на 2010 год составляло 198 человек.
| 1962 | 1968 | 1975 | 1982 | 1990 | 1999 | 2010 |
| ---- | ---- | ---- | ---- | ---- | ---- | ---- |
| 308  | 301  | 268  | 233  | 203  | 187  | 198  |

## Экономика
В 2010 году среди 114 человек трудоспособного возраста (15—64 лет) 75 были экономически активными, 39 — неактивными (показатель активности — 65,8 %, в 1999 году было 64,3 %). Из 75 активных жителей работали 69 человек (41 мужчина и 28 женщин), безработных было 6 (0 мужчин и 6 женщин). Среди 39 неактивных 9 человек были учениками или студентами, 24 — пенсионерами, 6 были неактивными по другим причинам.